# Batalha de Cixi
A Batalha de Cixi ou Batalha de Tzeki (慈溪之戰) foi um confronto armado na Rebelião Taiping travada entre o Exército Sempre Vitorioso da dinastia Qing e as forças do Reino Celestial Taiping em 21 de setembro de 1862, em Cixi. A batalha, que foi vencida pelo Exército Sempre Vitorioso, resultou no ferimento mortal de Frederick Townsend Ward, o mercenário americano que fundou e comandou a força. A morte de Ward após a batalha levou à sucessão de Henry Andres Burgevine como comandante do Exército Sempre Vitorioso e iniciou um período de declínio para a força.

## Antecedentes
Quando Xangai foi sucessivamente atacada pelos rebeldes Taiping em 1862, os habitantes estrangeiros favoreceram a remoção da ameaça potencial e a cooperação com as forças imperiais; como resultado, tropas navais britânicas e francesas combinadas sob o comando do almirante James Hope estiveram envolvidas em conflitos militares com a Rebelião Taiping. Uma das comunidades habitadas pelos rebeldes era Ningbo, um porto e cidade murada localizada ao sul da Baía de Hangzhou. O exército imperial sitiou os ocupantes de Ningbo em 6 de maio. Depois de um ataque de bandeira falsa aos navios britânicos atracados fora de Ningbo, os navios ocidentais começaram a bombardear o Taiping. Eles então enviaram suas tripulações para a cidade, dominando as forças rebeldes e entregando Ningbo ao exército imperial. Com Ningbo segura, os soldados de Ward e as forças Qing começaram a lançar ataques nas áreas vizinhas contra os rebeldes. Durante esse tempo, Cixi foi uma das cidades vizinhas devastadas pela violência.

## Batalha
O Exército Sempre Vitorioso atacou Cixi em 21 de setembro. Além de serem treinados no uso de artilharia e rifle, eles foram acompanhados pelas canhoneiras H.M.S. Hardy e Confucius. Ward liderou pela frente e foi atingido no estômago por uma bala de mosquete. No entanto, ele permaneceu no campo de batalha até que a vitória fosse certa.

## Consequências
Ward morreu devido ao ferimento no dia seguinte à batalha.  A morte de Ward deu início a um período de declínio para o Exército Sempre Vitorioso. Henry Andres Burgevine, outro mercenário americano e segundo em comando de Ward, sucedeu Ward como comandante, apesar das objeções iniciais do oficial do exército britânico Charles Staveley e do comandante do Exército Huai Li Hongzhang. Como comandante, Burgevine permitiu que os soldados sob seu comando se tornassem indisciplinados, administrou mal as finanças do exército e frequentemente brigava com seus superiores. As divergências resultantes entre Burgevine, oficiais britânicos, Li Hongzhang e os patrocinadores do exército levaram à sua traição à Dinastia Qing.